# Parassy
Parassy település Franciaországban, Cher megyében. Lakosainak száma 406 fő (2022. január 1.). Parassy Les Aix-d’Angillon, Aubinges, Henrichemont, Menetou-Salon, Morogues és Soulangis községekkel határos.

## Népesség
A település népessége az elmúlt években az alábbi módon változott:
| Lakosok száma | 346  | 346  | 458  | 403  | 420  | 420  | 414  | 405  | 410  | 406  |
|               | 1968 | 1982 | 1990 | 2006 | 2013 | 2015 | 2017 | 2019 | 2020 | 2022 |